# Фарлонг, Роб
Роб Фарлонг (англ. Rob Furlong; род. 11 ноября 1976) — американский снайпер. Обладатель современного рекорда дальности точного снайперского выстрела. Роб установил его в 2002-м. Тогда он участвовал в операции "Анаконда" в Афганистане. Он сумел поразить боевика "Аль-Каиды" с расстояния 2 430 метров из винтовки "McMillan TAC-50". Стоит заметить: первый выстрел Роба прошел мимо цели, но понять, что находится под обстрелом, моджахед смог, уже получив, как потом оказалось, смертельное ранение в грудь.